# Grandi Stazioni
Grandi Stazioni – spółka należąca do grupy Ferrovie dello Stato, administrująca 13 największymi dworcami we Włoszech.
- Bari Centrale
- Bologna Centrale
- Firenze Santa Maria Novella
- Genova Brignole
- Genova Piazza Principe
- Milano Centrale
- Napoli Centrale
- Palermo Centrale
- Roma Termini
- Torino Porta Nuova
- Venezia Mestre
- Venezia Santa Lucia
- Verona Porta Nuova

## Kapitał
- 60% – Ferrovie dello Stato
- 40% – Eurostazioni(inne języki)
  - 32,71% Sintonia (Benetton)
  - 32,71% Vianini Lavori(inne języki) (Caltagirone)
  - 32,71% Pirelli
  - 1,87% SNCF (Société Nationale des Chemins de Fer)